# Slag bij Bailén
De Slag bij Bailén is een veldslag die in Spanje werd uitgevochten tussen de Spaanse opstandelingen onder leiding van Castaños en Von Reding tegen het Franse bezettersleger onder leiding van Pierre Dupont. De slag werd uitgevochten tussen 16 juli en 19 juli 1808.

## Achtergrond
Tussen 1807 en 1808 marcheerden Franse troepen Spanje binnen om de Spanjaarden te helpen tegen Portugal. Tegelijkertijd nam Napoleon Bonaparte van de situatie gebruik om een staatsgreep te plegen. In april 1808 werd de Spaanse Bourbonkoning afgezet en werd zijn positie overgenomen door Jozef Bonaparte, de oudere broer van de keizer.
Deze staatsgreep viel echter niet goed bij de Spaanse bevolking en de bevolking van Madrid kwam op 2 mei in opstand tegen de Franse bezetter. De Franse generaal Joachim Murat wist de opstand in Madrid met veel moeite neer te slaan. Het nieuws van de opstand in Madrid bereikte al snel de andere delen van het land en ook in andere plaatsen braken opstanden uit tegen de Franse overheerser. Verschillende Franse generaals werden het land ingestuurd om de opstand de kop in te drukken. Jean-Baptiste Bessières marcheerde met een leger naar Catalonië, Generaal de Moncey vertrok met zijn soldaten naar Valencia en Pierre Dupont marcheerde met een leger naar Andalusië en Cádiz waar de vloot van François Rosilly lag.

## De oorlog bereikt Andalusië
Begin juni bereikte Dupont met zijn leger de plaats Córdoba en wist hij de brug bij Alcolea te veroveren. Echter de opstand in Andalusië was groot en Dupont besloot zich terug te trekken naar de Sierra Morena en daar te wachten op hulp uit Madrid. Op 2 juli vertrok generaal Gobert uit Madrid om zich bij Dupont te voegen, maar slechts één bereikte Dupont. Terwijl de rest van het leger de weg naar het noorden bezet hield tegen de guerrillas. Enkele dagen eerder was er al versterking aangekomen uit Toledo onder leiding van generaal Vedel.
Vedel bracht nieuwe orders mee, Dupont moest zijn mars naar Cádiz gaan staken en zich naar het noordoosten terugtrekken. Uiteindelijk na het uitblijven van orders besloot Dupont om de regio rond de Guadalquivir te zuiveren van de opstand. Zo plunderde zijn leger het dorp Bailén en maakte het zich op voor de stad Jaén.

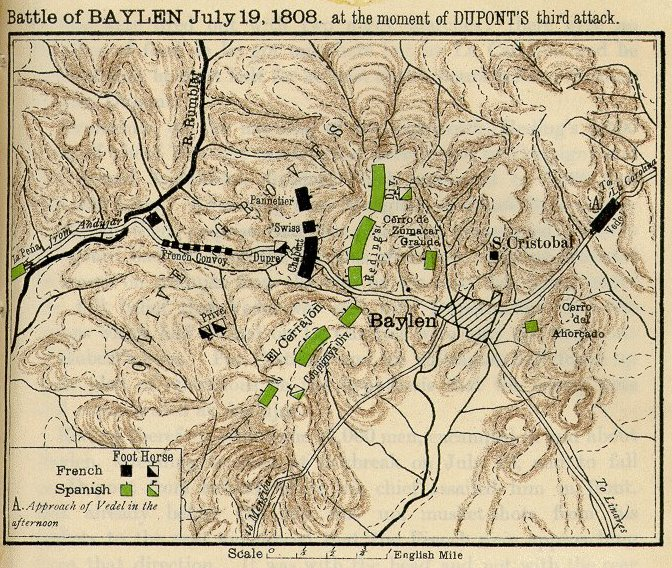
Kaart van de Slag bij Bailén.

### Spaanse voorbereidingen
De Spaanse generaal Castaños die met zijn troepen gelegerd was in Utrera kreeg oog voor de acties van Dupont en maakte voorbereiding om slag te gaan leveren met de Fransen. Castaños had zijn leger in vier verschillende divisies verdeeld en marcheerde noordwaarts. Ondertussen waren enkele Franse divisies de Guadalquivir overgestoken om daar stellingen in te nemen. De lokale Spaanse guerrillastrijders hadden de meeste omliggende dorpen waar het Franse leger zat geplunderd en weinig achter gelaten wat te eten was. Het voedsel voor de Fransen werd steeds schaarser en inmiddels had Dupont 20.000 monden te voeden.

### Eerste schermutselingen
Op 9 april nam generaal La Peña positie tussen de dorpen Porcuna en El Carpio en begon enkele kleine schermutselingen met het Franse leger. Ondertussen naderde het leger van Castaños met ruim 14.000 soldaten de Sierra Morena. Op 13 juli bereikte Theodor von Reding het dorp Mengíbar en viel de gelegerde Fransen troepen daar aan. Op dezelfde dag viel korporaal De la Cruz de plaats Marmolejo en wist Dupont daar in de rug aan te vallen.

## De slag
Op 16 juli besloten Dupont en Vedel hun legers samen te voegen voor een toekomstige frontale aanval. Ondertussen was Von Reding met zijn divisies al opnieuw de rivier bij Mengibar overgestoken en was in staat de Franse bataljons ter plaatse te verslaan. De Fransen plaatsen onder leiding van generaal Dufour nog een tegenaanval, maar werden door Von Reding teruggedrongen. Dupont echter wilde Dufour niet terzijde te staan, vanwege de nog te verwachten aanval van het leger van Castaños. Door deze aarzeling kreeg Theodor von Reding de kans Bailén en enkele andere omliggende plaatsen in te nemen.

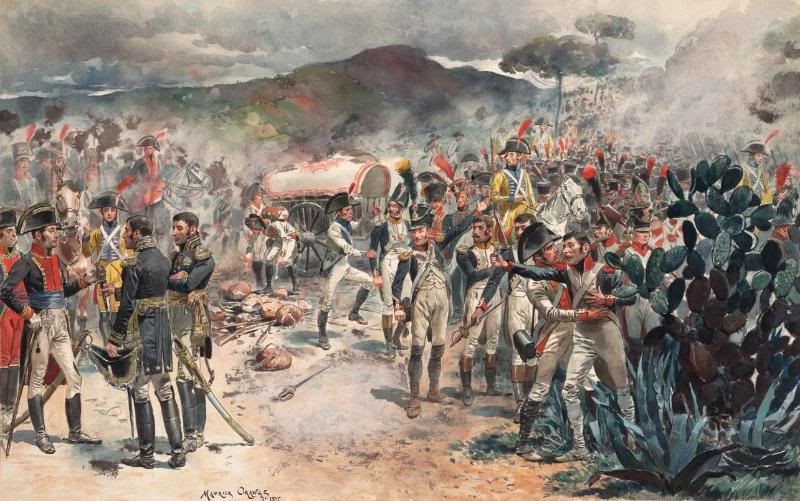
Tekening van de overgave na de slag bij Bailén. Deze nederlaag betekende het einde van de mythe dat het leger van Napoleon onverslaanbaar was.

### Twee fronten
Inmiddels zat het Franse leger van Dupont vast tussen twee Spaanse kampen, aan de linkerkant Castaños en aan de rechterflank Von Reding. Om zijn situatie te verbeteren voerde Dupont enkele aanvallen uit om zijn positie te verbeteren. Het leger onder leiding van Castaños kreeg een paar zware aanvallen, maar wisten die met minieme verliezen af te slaan. Ondertussen voerde een van zijn onderofficieren een aanval uit op de troepen van Von Reding, maar de ingezette Franse commandant overschatte zijn tegenstander en werd teruggedreven. Antoine Dupont legde nu volledig zijn aandacht naar Von Reding om hier een punt te vinden waar hij kon doorbreken. Hij wist Von Reding terug te drijven, maar nog niet te overwinnen. Toen de Fransen aan de winnende hand leken betrad Castaños het slagveld met verse troepen en ging in de aanval. De Fransen bleven slag leveren, maar ze verloren steeds meer terrein.
Omstreeks het noenuur op 19 juli hield de aanval op en betraden de Spanjaarden met een witte vlag het slagveld. Dupont weigerde de wapens neer te leggen en antwoordde: "Vertel je generaal, dat ik daar helemaal niks om geef en vertel hem dat ik hem zal gaan aanvallen." Na die woorden gaf Dupont het teken tot aanval aan zijn divisie van de dragonders op de linkerflank van de Spanjaarden, maar ze werden opnieuw afgeslagen. Pas nu zag Dupont zijn netelige situatie in en vroeg om een wapenstilstand. Dupont legde zijn zwaard neer, en tekende het Verdrag van Andujar. Ten slotte werd Dupont ook nog gevangengenomen door de Spanjaarden.

## Nasleep

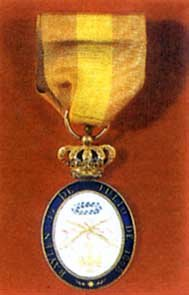
Medaille van Bailén

Ondanks dat de slag bij Bailén, niet de bloederigste was of de grootste slag van de oorlog, heeft de slag toch een mythische status gekregen in Spanje. Het nieuws van de grote nederlaag verspreidde zich al snel over heel Europa en vormde een startschot voor de Oostenrijk om de Vijfde Coalitieoorlog af te kondigen. Ook Napoleon was geschokt door het nieuws van de nederlaag in Andalusië. Toen Dupont en Vedel terugkeerde in Frankrijk werden beide heren gedegradeerd door Napoleon en werden gevangengezet in het Kasteel van Joux.
Daarnaast zorgde de overwinning ook voor een groot optimisme in eigen land en mobiliseerde er zich meer mensen in de onafhankelijkheidsstrijd tegen de Fransen. De meeste Fransen troepen inclusief Jozef Bonaparte vluchten tot voorbij de rivier de Ebro. Uiteindelijk besloot Napoleon een nieuw leger naar Spanje te sturen om zijn broer terzijde te staan. De maarschalken Jean Lannes en Nicolas Jean-de-Dieu Soult werden de nieuwe Franse opperbevelhebbers. Onder de nieuwe leiding wisten de Fransen veel verloren gegaan gebied terug te veroveren. Zo werd de Spaanse overwinnaar van Bailén in de Slag bij Tudela in november 1808 verslagen. Na de gevangenneming van de Franse officieren bij Bailén werden zij gevangengezet in Cádiz. Rondom het Beleg van Cádiz in 1810 wisten enkele officieren te ontsnappen. De overige officieren werden eerst overgeplaatst naar de Balearen. Pas in 1814 keerde de laatste overlevenden van de slag terug op Franse bodem. De meeste van hen zouden nooit meer voldoende herstellen van het geleden leed.